# 680. grenadirski polk (Wehrmacht)
680. grenadirski polk (izvirno nemško 680. Grenadier-Regiment; kratica 680. GR) je bil pehotni polk Heera v času druge svetovne vojne.

## Zgodovina
Polk je bil ustanovljen 15. oktobra 1942 in dodeljen 333. pehotni diviziji. 2. novembra 1943 je bil polk razpuščen.